# كرتل
الكَرتَل هو لباس كان يرتديه الرجال والنساء في العصور الوسطى. أصبح في النهاية لباسًا من قطعة واحدة خاصا بالنساء من أواخر العصور الوسطى إلى عصر الباروك. وعادة ما كان يُلبس الكَرتَل فوق قميصة أو سمق وتحت الثوب الخارجي الرسمي أو المعطف.
كان الكَرتَل جزءًا من الملابس العصرية في منتصف القرن السادس عشر، وظل جزءًا من الملابس الريفية أو أفراد الطبقة المتوسطة في القرن السابع عشر.
بدأ الكَرتَل كلباس فضفاض بدون خياطة على الخصر، وتغير إلى لباس مدعم بإحكام في القرن الرابع عشر . أما لباس الكَرتَل الذي ظهر في وقت لاحق فقد كان يُصنع عن طريق خياطة صدار مناسب مع تنورة لها طية عند الخصر أو بدون.
كان الكَرتَل له أربطة لشده وتثبيته . وهذه الأربطة إما أن تكون من الأمام أو من الخلف أو من الجانب الخلفي ونادرا ما كان يُربط الكَرتَل بشكل جانبي، كل هذه التصاميم كانت تعتمد على نمط الأزياء (الموضة) في ذلك اليوم والمكان ونوع الفستان الذي سيُرتدى فوق الكَرتَل . يمكن تزيين الكَرتَل بمجموعة متنوعة من الإكسسوارات بما في ذلك المصوغات الذهبية والحرير والشرابات والأزرار.